# Cultroribula bicultrata
Cultroribula bicultrata är en kvalsterart som först beskrevs av Berlese 1905.  Cultroribula bicultrata ingår i släktet Cultroribula och familjen Astegistidae. Inga underarter finns listade i Catalogue of Life.